# Melhania incana
Melhania incana är en malvaväxtart som beskrevs av Heyne, Robert Wight och Arn.. Melhania incana ingår i släktet Melhania och familjen malvaväxter. Inga underarter finns listade i Catalogue of Life.